# Резолюция Совета Безопасности ООН 1163
Резолюция Совета Безопасности ООН № 1163 — резолюция, принятая 17 апреля 1998 года. Совет, подтверждая все предыдущие принятые резолюции, продлил мандат Миссии ООН по проведению референдума в Западной Сахаре (МООНРЗС) до 20 июля 1998 года.
После продление мандата МООНРЗС в резолюции было приветствовано продолжение развёртывания в Западной Сахаре сапёрных подразделений и необходимых административных сотрудников с целью разминирования территорий. Также Совет призвал правительства Марокко, Алжира и Мавритании подписать с ООН Соглашение о статусе сил.
Кроме того, в резолюции выражена просьба к Генеральному секретарю ООН Кофи Аннану информировать Совет каждые 30 дней о ходе осуществления плана урегулирования и достигнутых между сторонами договорённостей, а также о действенности мандата МООНРЗС.

## Голосование
Резолюция была единогласно принята на 3873-м заседании Совета Безопасности.
| За (15) | Воздержались (0) | Против (0) |
| --- | ---------------- | ---------- |
| - Великобритания - Китай - Россия - США - Франция - Бахрейн - Бразилия - Габон - Гамбия - Кения - Коста-Рика - Португалия - Словения - Швеция - Япония |                  |            |

 * жирным выделены постоянные члены Совета Безопасности ООН